# أندرو دونكان
أندرو دونكان (بالإنجليزية: Andrew Rae Duncan)‏ هو سياسي بريطاني (وحمل سابقاً جنسية المملكة المتحدة لبريطانيا العظمى وأيرلندا)، ولد في 1882، وتوفي في 1952. حزبياً، نشط في حزب المحافظين. في الانتخابات الفرعية في مجلس العموم البريطاني ‏، انتخب عضو برلمان المملكة المتحدة الـ37 عن دائرة مدينة لندن ‏ (5 فبراير 1940 – 15 يونيو 1945) وفي الانتخابات العامة في المملكة المتحدة 1945 ‏، انتخب عضو برلمان المملكة المتحدة الـ38 عن دائرة مدينة لندن ‏ (5 يوليو 1945 – 3 فبراير 1950) وانتخب عضو مجلس الشورى البريطاني.